# Cholon
Cholon (hebrejsky  חוֹלוֹן, arabsky حولون, v oficiálním přepisu do angličtiny Holon) je město v Izraeli v Telavivském distriktu.

## Geografie

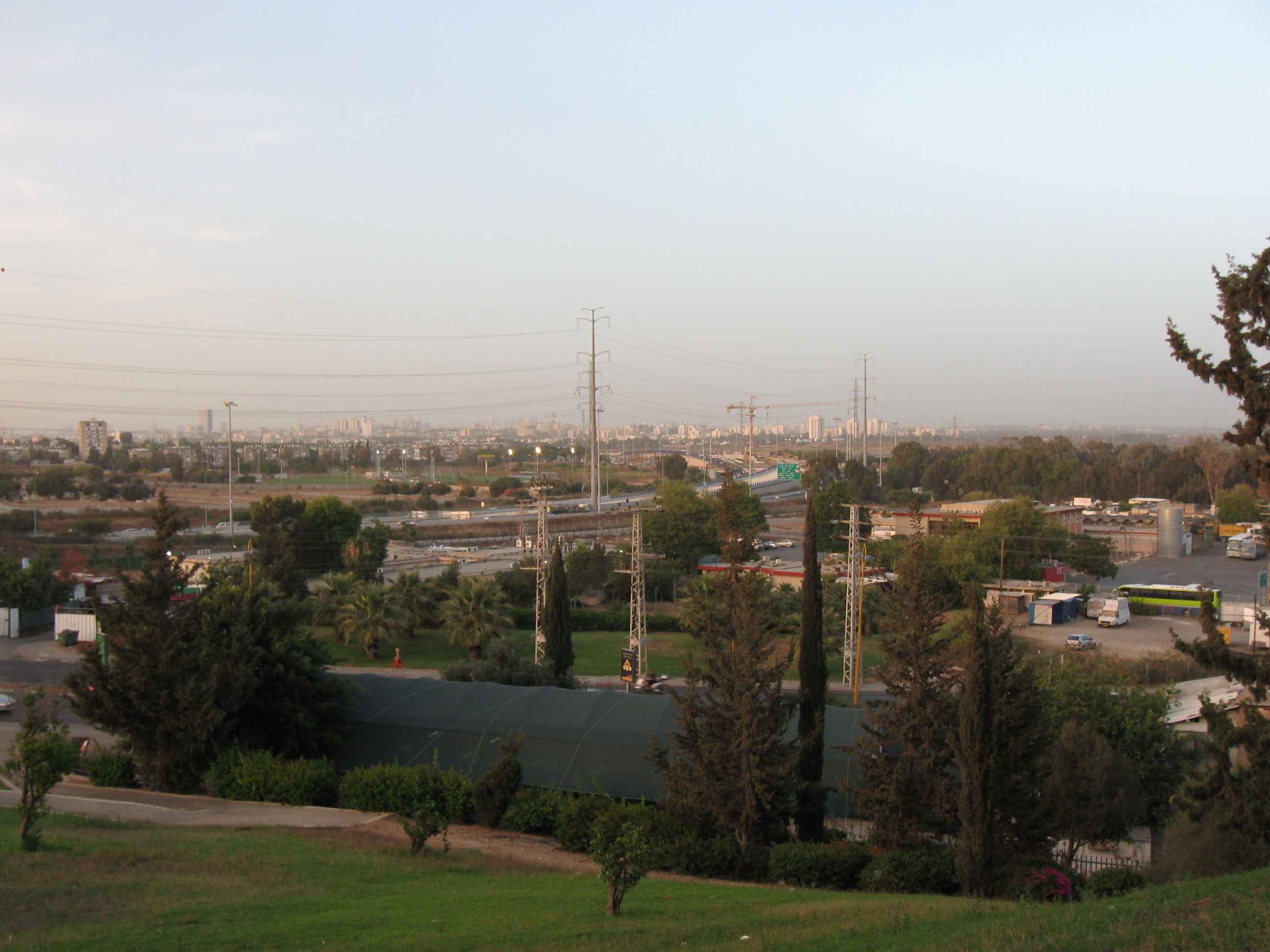
Park ha-No'ar v Cholonu

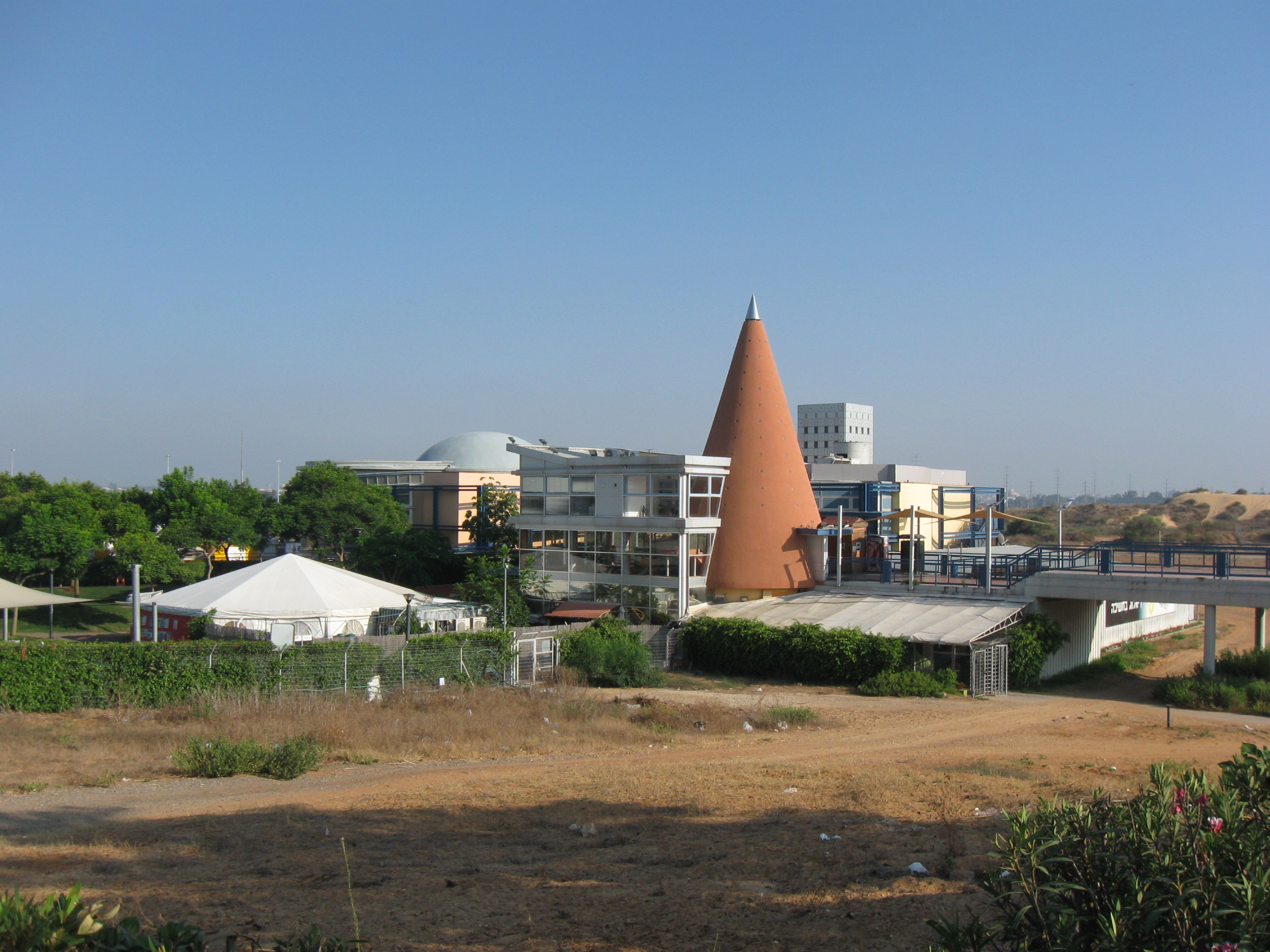
Dětské muzeum v Parku Šimona Perese v Cholonu

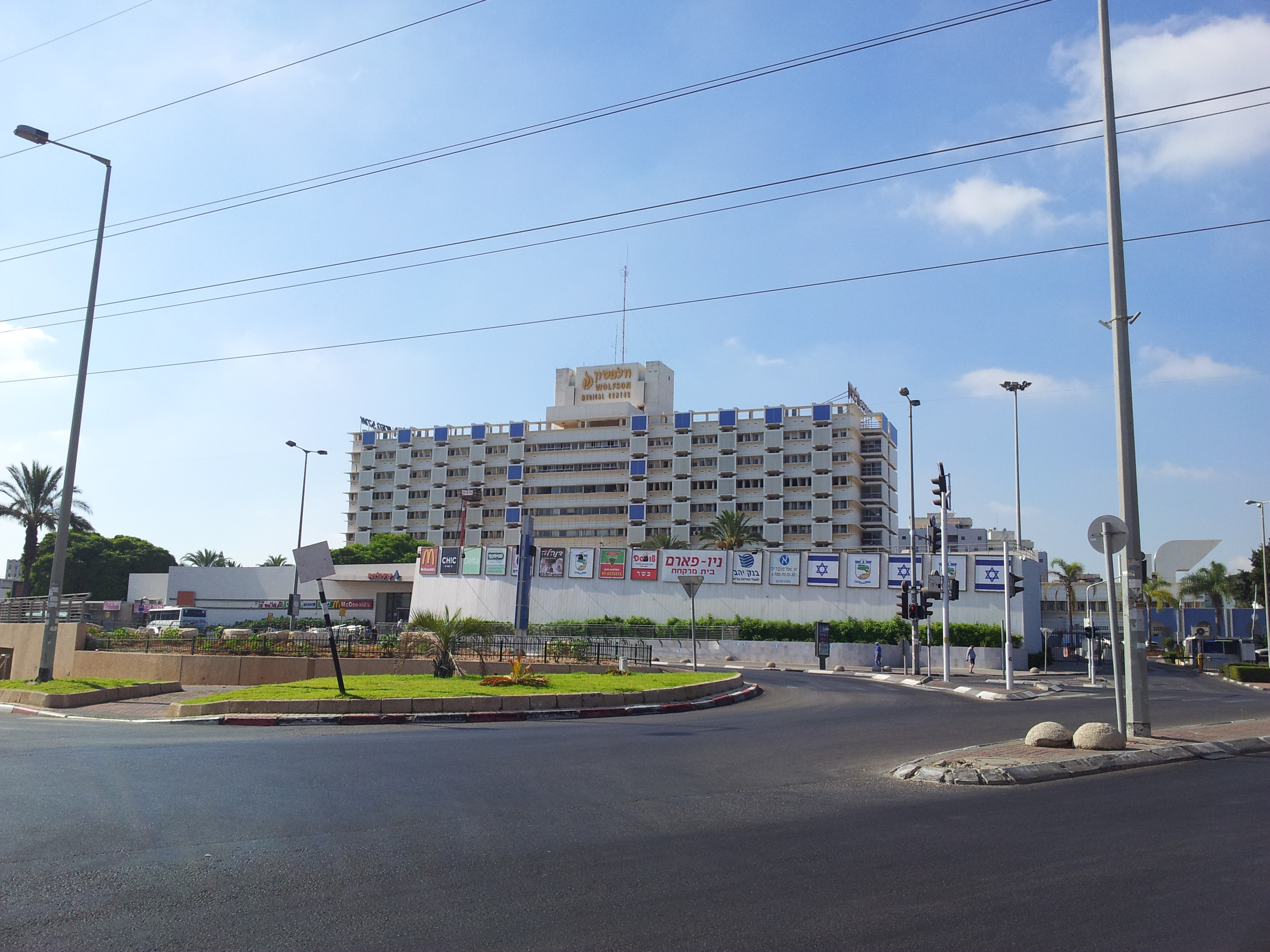
Nemocnice v Cholonu

Leží v nadmořské výšce 20 metrů jižně od Tel Avivu v metropolitní oblasti Guš Dan, nedaleko od pobřeží Středozemního moře, od kterého je odděleno sousedním městem Bat Jam. Leží v hustě osídlené oblasti, která je etnicky zcela židovská.
Město je na dopravní síť napojeno pomocí četných komunikací v rámci aglomerace Tel Avivu, zejména dálnice číslo 20,dálnice číslo 4, dálnice číslo 44 a dálnice číslo 1.
Dálnici číslo 20 od roku 2011 sleduje i nová železniční trať Tel Aviv – Bnej Darom, na níž se nacházejí železniční stanice Comet Cholon, železniční stanice Cholon Wolfson, železniční stanice Bat Jam Joseftal a železniční stanice Bat Jam Komemijut.

## Dějiny
Cholon vznikl roku 1933. Jméno odkazuje na biblické město Cholón citované v Knize Jozue 15,51 Zároveň je odvozeno od hebrejského slova „chol“, což znamená písek - odkaz na písečné duny, které do 1. poloviny 20. století lemovaly pobřeží Středozemního moře v této oblasti. Podle jiného zdroje vznikla obec až roku 1936 sloučením pěti čtvrtí: Šchunat Am, Greene (založena roku 1933), Agrobank, Kirjat Avoda a Moledet. 8. července 1940 byla obec povýšena na místní radu (malé město) a 14. listopadu 1950 na město. Prvním starostou Cholonu po roce 1950 byl Chajim Kugel, bývalý československý politik a poslanec Národního shromáždění republiky Československé za Židovskou stranu z let 1935-1938.
Uvádí se, že v Cholonu je druhá největší průmyslová zóna v Izraeli po Haifě (o druhé místo soupeří s městem Petach Tikva). Na severozápadním okraji města stojí Wolfsonova nemocnice otevřená roku 1980.

## Kultura
Cholon každoročně hostí karnevaly při oslavách svátku Purim. Název cholonského karnevalu je Adlojada (עדלאידע), ve významu „když nevíš“, což odkazuje na nadměrnou konzumaci alkoholu v tento svátek. Město v tento svátek uzavře silnice, do kterých se vypraví tisíce dětí v barevných kostýmech.
Ve městě se nachází četné parky a rekreační oblasti a je známé pro velké množství zeleně. Park na rohu Rehovot HaHistadrut a Eilat je známý pro turnaje ve vrchcábech „šeš beš“, které se zde konají každý den.

## Demografie
Cholon je město s kulturně rozmanitou skladbou populace. Žijí zde sefardští, evropští, gruzínští a afričtí židovští imigranti stejně jako velká populace Rusů (hlavně Židů, ale také etnických Rusů), kteří v uplynulých letech emigrovali do Izraele. V jihovýchodní části města žije malá komunita Samaritánů (sekta s židovskými kořeny), pro které funguje Cholon jako jejich světové centrum.
Podle údajů z roku 2009 tvořili naprostou většinu obyvatel Židé – přibližně 172 500 osob (včetně statistické kategorie „ostatní“, která zahrnuje nearabské obyvatele židovského původu, ale bez formální příslušnosti k židovskému náboženství, přibližně 184 500 osob).
Jde o velkou obec velkoměstského typu s dlouhodobě mírně rostoucí populací. K 31. prosinci 2017 zde žilo 192 600 lidí.
| Rok  | Obyvatelé |
| ---- | --------- |
| 1948 | 9 561     |
| 1949 | 13 000    |
| 1950 | 17 130    |
| 1951 | 23 500    |
| 1952 | 26 000    |
| 1953 | 27 000    |
| 1954 | 28 800    |
| 1955 | 30 500    |
| 1956 | 32 500    |
| 1957 | 37 200    |
| 1958 | 40 800    |
| 1959 | 43 900    |

| Rok  | Obyvatelé |
| ---- | --------- |
| 1960 | 47 400    |
| 1961 | 51 800    |
| 1962 | 55 200    |
| 1963 | 59 600    |
| 1964 | 65 200    |
| 1965 | 69 900    |
| 1966 | 73 600    |
| 1967 | 75 900    |
| 1968 | 80 100    |
| 1969 | 84 700    |
| 1970 | 88 500    |
| 1971 | 93 400    |

| Rok  | Obyvatelé |
| ---- | --------- |
| 1972 | 98 000    |
| 1973 | 106 700   |
| 1974 | 110 900   |
| 1975 | 114 000   |
| 1976 | 117 500   |
| 1977 | 121 200   |
| 1978 | 124 500   |
| 1979 | 128 400   |
| 1980 | 130 900   |
| 1981 | 132 300   |
| 1982 | 134 600   |
| 1983 | 133 500   |

| Rok  | Obyvatelé |
| ---- | --------- |
| 1984 | 137 800   |
| 1985 | 138 800   |
| 1986 | 140 700   |
| 1987 | 143 600   |
| 1988 | 146 400   |
| 1989 | 148 400   |
| 1990 | 156 700   |
| 1991 | 161 800   |
| 1992 | 162 800   |
| 1993 | 162 800   |
| 1994 | 163 700   |
| 1995 | 164 463   |

| Rok  | Obyvatelé |
| ---- | --------- |
| 1996 | 164 166   |
| 1997 | 162 896   |
| 1998 | 163 119   |
| 1999 | 164 400   |
| 2000 | 165 669   |
| 2001 | 166 215   |
| 2002 | 165 800   |
| 2003 | 165 800   |
| 2004 | 165 800   |
| 2005 | 166 200   |
| 2006 | 167 100   |
| 2007 | 168 800   |

| Rok  | Obyvatelé |
| ---- | --------- |
| 2008 | 176 300   |
| 2009 | 184 700   |
| 2010 | 181 500   |
| 2011 | 182 600   |
| 2012 | 185 300   |
| 2013 | 186 400   |
| 2014 | 187 300   |
| 2015 | 188 800   |
| 2016 | 190 800   |
| 2017 | 192 600   |
| 2018 | 194 300   |
| 2022 | 197 935   |

## Partnerská města
- Dayton USA
- Suresnes, Francie
- Berlín-Mitte, Německo
- Hannoversch Münden, Německo
- Anšan, Čína